# Raymond Maffiolo
Raymond Maffiolo (Ginebra, Suiza; 6 de marzo de 1938 – 28 de noviembre de 2024) fue un futbolista suizo que jugó en la posición de lateral derecho.

## Carrera

### Club
Jugó toda su carrera con el Servette FC de 1955 a 1970 donde anotó 8 goles en 321 partidos, fue dos veces campeón nacional de liga.

### Selección nacional
Jugó para Suiza en siete ocasiones de 1963 a 1965 sin anotar goles.

## Logros
- Nationalliga A (2): 1960–61, 1961–62